# 泰国标准时间
泰国标準時間是泰国适用的时区。该时区比协调世界时快7小时（UTC+7）和鄰近的國家包括越南及老撾時間相同。泰国时区没有夏时制。比香港，澳門，中國內地晚一小時。
IANA时区数据库在zone.tab中包含一个泰国地区，名为Asia/Bangkok。